# Spójka (łacina i greka)
Niektóre z zamieszczonych tu informacji wymagają weryfikacji.
Dokładniejsze informacje o tym, co należy poprawić, być może znajdują się w dyskusji tego artykułu.
 Po wyeliminowaniu niedoskonałości należy usunąć szablon [[Szablon:Dopracować|]] z tego artykułu.
Spójka – termin używany w opisie gramatyki łaciny i greki klasycznej na oznaczenie samogłoski dodawanej do tematu czasownika przed końcówką fleksyjną. Spójka występuje też w niektórych wypadkach między końcówką a cechą czasową lub między tematem a cechą czasową.
Sama spójka nie niesie za sobą żadnej informacji semantycznej ani nie służy do rozróżniania form gramatycznych, a pojawia się tylko obocznie przy niektórych połączeniach tematu lub cechy czasowej z końcówką fleksyjną.

## Spójka w języku greckim
W klasycznym języku greckim spójka pojawia się najczęściej (choć nie tylko) przy czasownikach o temacie zakończonym na spółgłoskę przed niektórymi końcówkami fleksyjnymi rozpoczynającymi się również od spółgłoski – na przykład istnienie w grece klasycznej form aorystu ἔλιπον (=„opuściłem”, temat: λιπ-) obok ἔβην, a nie *ἔβηον (=„poszedłem”, temat: βη-) skłania do uznania -ν za końcówkę fleksyjną, zaś -ο- w odmianie pierwszego czasownika za spójkę.
Analogicznie spójkę po cesze czasowej wyróżnia się ze względu na opozycje form gramatycznych typu παιδεύω: παιδεύσω („wychowuję”: „wychowam” / „będę wychowywać”, temat παιδευ-), przy jednoczesnym istnieniu form analogicznych do τίθεμεν: θήσομεν („kładziemy”: „położymy” / „będziemy kłaść”, temat θη-, θε-). Pierwsza opozycja dowodzi, że cechą futurum jest -σ-, podczas gdy forma τίθεμεν dowodzi, że końcówką fleksyjną dla pierwszej osoby l. mn. trybu orzekającego czasu teraźniejszego jest -μεν, wobec czego -o- w formach analogicznych do θήσομεν uznaje się za spójkę (zamiast wyróżniania *-σo- jako cechy czasowej albo *-ομεν jako końcówki fleksyjnej).

## Spójka w języku łacińskim
W języku łacińskim spójki występują między tematem a końcówką czasownika, między tematem a cechą czasową, lub między cechą czasową a końcówką. Istnieją też przypadki, kiedy między tematem a końcówką następują dwie spójki po sobie. Funkcje spójki pełnią zawsze samogłoski i, e lub u.
Spójki występują we wszystkich czterech koniugacjach języka łacińskiego, ale wyłącznie po temacie praesentis. Ma to miejsce w:
- Praesens indicativi activi między tematem a końcówką, dla koniugacji III we wszystkich osobach prócz 1. liczby pojedynczej, np. legĭs, legĭt, legĭmus, legĭtis, legunt, dla koniugacji IV tylko w 3. osobie liczby mnogiej, np. audiunt.
- Praesens indicativi passivi między tematem a końcówką, dla koniugacji III we wszystkich osobach prócz 1. liczby pojedynczej, np. legěris, legĭtur, legĭmur, legĭmini, leguntur, dla koniugacji IV tylko w 3. osobie liczby mnogiej, np. audiuntur.
- Imperfectum indicativi activi między tematem a cechą czasową -ba-, we wszystkich osobach koniugacji III i IV, np. legēbam, legēbas, legēbat, legēbamus, legēbatis, legēbant i audiēbam, audiēbas, audiēbat, audiēbamus, audiēbatis, audiēbant.
- Imperfectum indicativi passivi między tematem a cechą czasową -ba-, we wszystkich osobach koniugacji III i IV, np. legēbar, legēbaris, legēbatur, legēbamur, legēbamini, legēbantur i audiēbar, audiēbaris, audiēbatur, audiēbamur, audiēbamini, audiēbantur.
- Futurum primum indicativi activi między cechą czasową -b- a końcówką, we wszystkich osobach koniugacji I i II prócz osoby 1. liczby pojedynczej, np. amabis, amabit, amabĭmus, amabĭtis, amabunt i videbis, videbit, videbĭmus, videbĭtis, videbunt.
- Futurum primum indicativi passivi między cechą czasową -b- a końcówką, we wszystkich osobach koniugacji I i II prócz osoby 1. liczby pojedynczej, np. amaběris, amabĭtur, amabĭmur, amabĭmini, amabuntur i videběris, videbĭtur, videbĭmur, videbĭmini, videbuntur.
- Imperfectum coniunctivi activi w formach typu legěrem, legěres, legěret, legeremus, legeretis, legěrent.
- Imperativus praesentis activi po temacie lub między tematem a końcówką dla koniugacji III, np. legě, legĭte.
- Imperativus praesentis passivi między tematem a końcówką, np. legěre.
- Imperativus futuri activi między tematem a końcówką, dla koniugacji III w osobie 2. i 3., np. legĭto, legĭto, legitote, legunto, dla koniugacji IV jedynie w osobie 3. liczby mnogiej, np. audiunto.
- Imperativus futuri passivi między tematem a końcówką, dla koniugacji III w osobie 2. i 3., np. legĭtor, legĭtor, leguntor, dla koniugacji IV jedynie w osobie 3. liczby mnogiej, np. audiuntor.
- Infinitivus praesentis activi między tematem a końówką dla koniugacji III, np. legěre.
- Gerundium i gerundivum między tematem a końcówką dla koniugacji III i IV, np. legendus, audiendus.
- Participium praesentis activi między tematem a końcówką dla koniugacji III i IV, np. legens, audiens.

Szczególnym przypadkiem występowania spójki w koniugacji łacińskiej jest grupa czasowników koniugacji III, w której spójka -i- stanowi rozszerzenie tematu. Z tej racji koniugację tej grupy czasowników czasem traktuje się jako osobną koniugację, nazywaną koniugacją III b. Czasowniki te nie mają spójki -i- tylko w następujących formach (w których występuje jednak spójka -e-):
- infinitivus praesentis actvi, np. capěre (por. legěre w koniugacji III i audīre w IV)
- coniunctivus imperfecti activi, np. capěrem
- coniunctivus imperfecti passivi, np. capěrer
- 2 osoba singularis ind. praes. act., np. capěris
- 2 osoba singularis imperat. praes. act., np. cape (por. lege w koniugacji III i audi w IV)

W pozostałych formach koniugacja III b zachowuje -i-, np. w ind. praes. act. czasowniki odmieniają się według wzoru capio, capis, capit, capĭmus, capĭtis, capiunt (por. kon. III – lego, legis, legit, legĭmus, legĭtis, legunt i IV – audio, audis, audit, audīmus, audītis, audiunt). W koniugacji III b mogą istnieć obok siebie dwie spójki, np. w formie capiunt.